# Achsverschränkung

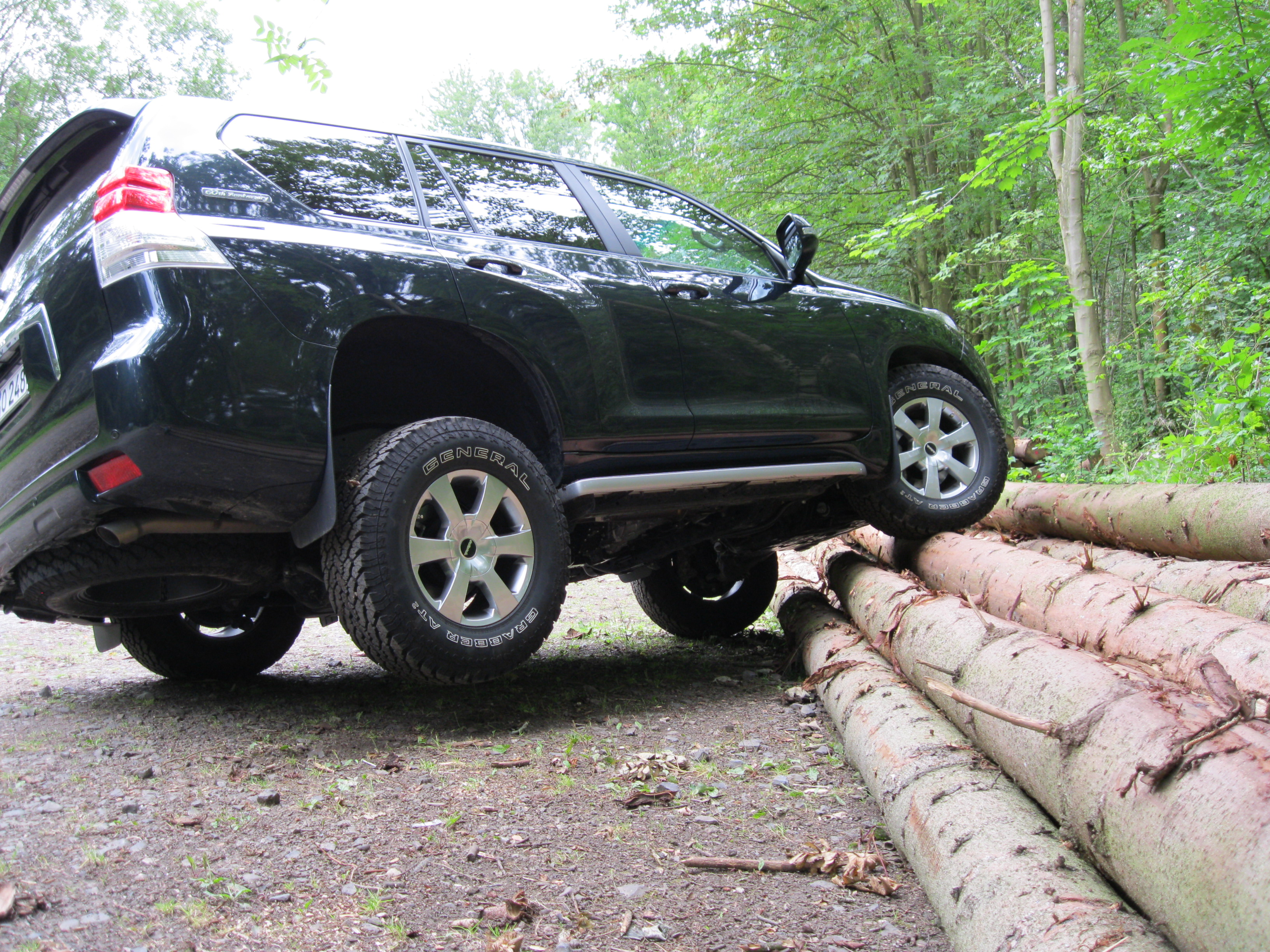
Toyota Land Cruiser mit rund 230 mm diagonaler Achsverschränkung

Achsverschränkung ist eine konstruktiv vorgesehene Verdrehung der Fahrzeugachsen gegeneinander.
Die unterschiedliche Einfederung von Fahrzeugachsen soll den Bodenkontakt der Fahrzeuge sicherstellen und möglichst die Traktion erhalten. Besonders bei Fahrzeugen, die wie beim Unimog mit Leiterrahmen ausgestattet sind, kann merkliche Verwindung der Fahrzeuge auftreten, welche in Summe die Achsverschränkung vergrößern kann. Bei anderen Fahrgestellen insbesondere für selbsttragende Karosserien ist die Fahrzeugverwindung unerwünscht, weshalb die Achsverschränkung möglichst auf die Achsfederwege begrenzt bleibt. Im anglo-amerikanischen Raum ist die Angabe der Achsverschränkung mit dem sogenannten „Ramp Travel Index“ verbreitet.

## Beschreibung
Die Achsverschränkung ist die Fähigkeit eines Fahrwerks von Geländewagen, in unebenem Gelände beide Achsen gegeneinander zu verdrehen. Die Achsverschränkung wird in Millimetern angegeben und ergibt sich aus der maximalen Differenz der Federwege an Vorder- und Hinterachse, bevor ein Rad den Bodenkontakt verliert.
Eine große Achsverschränkung verbessert die Geländegängigkeit des Fahrzeugs. Sie ermöglicht bis zu einem Grenzwert den ständigen Bodenkontakt aller vier Räder. Lange Federwege und eine weiche Federung sind für eine hohe Achsverschränkung von Vorteil. Unabhängig von der Fahrwerkskonstruktion sollen Geländewagen eine große Achsverschränkung zulassen, denn nur diese verbessert die Traktion an allen Rädern, ohne dabei Hilfsmittel wie Differentialsperren oder elektronische Antriebsschlupfregelungen einsetzen zu müssen. Die Summe der Achsverschränkung kann durch Verwindung des Leiterrahmens bei entsprechenden Fahrzeugen erweitert sein und kann durch Veränderung der Positionen von hinteren zu vorderen Fahrzeugaufbauten sichtbar werden.

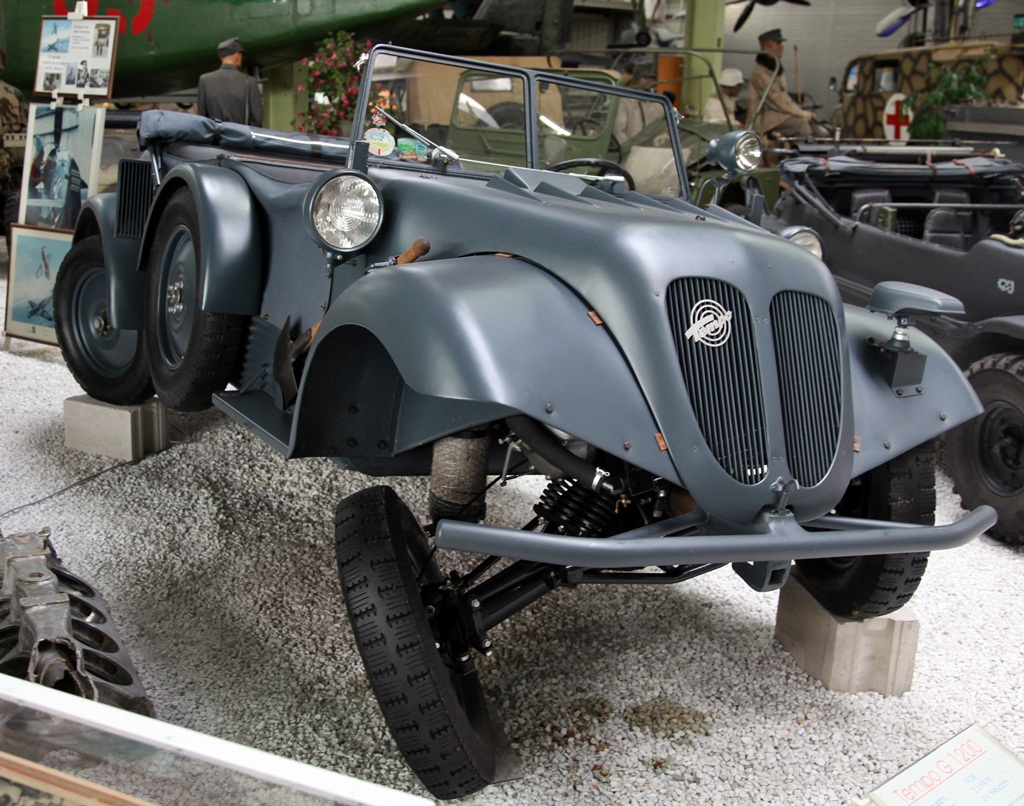
Tempo G 1200, starke Verschränkung der Achsen.
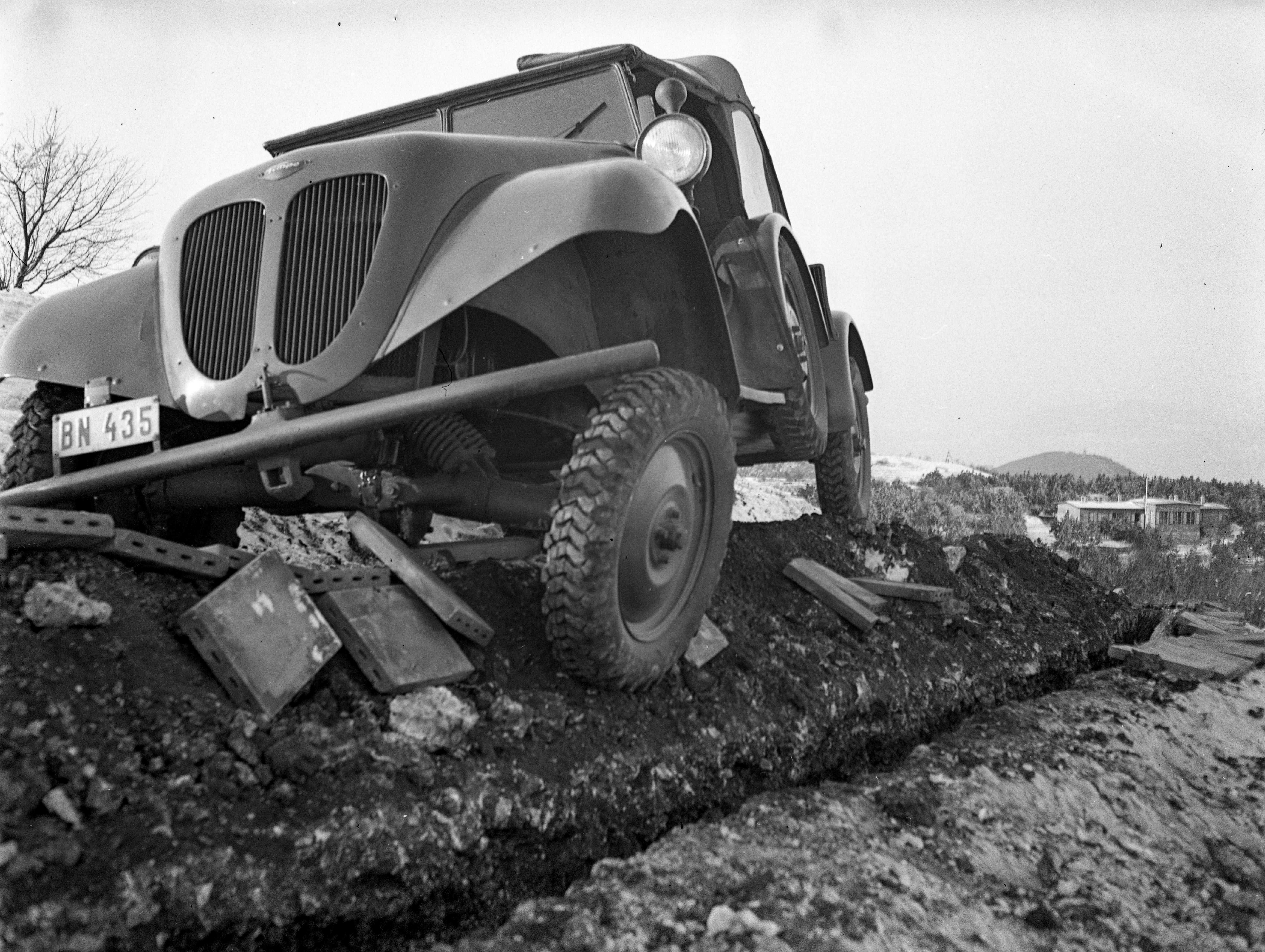
Tempo G 1200, starke Verschränkung der Achsen (1936).
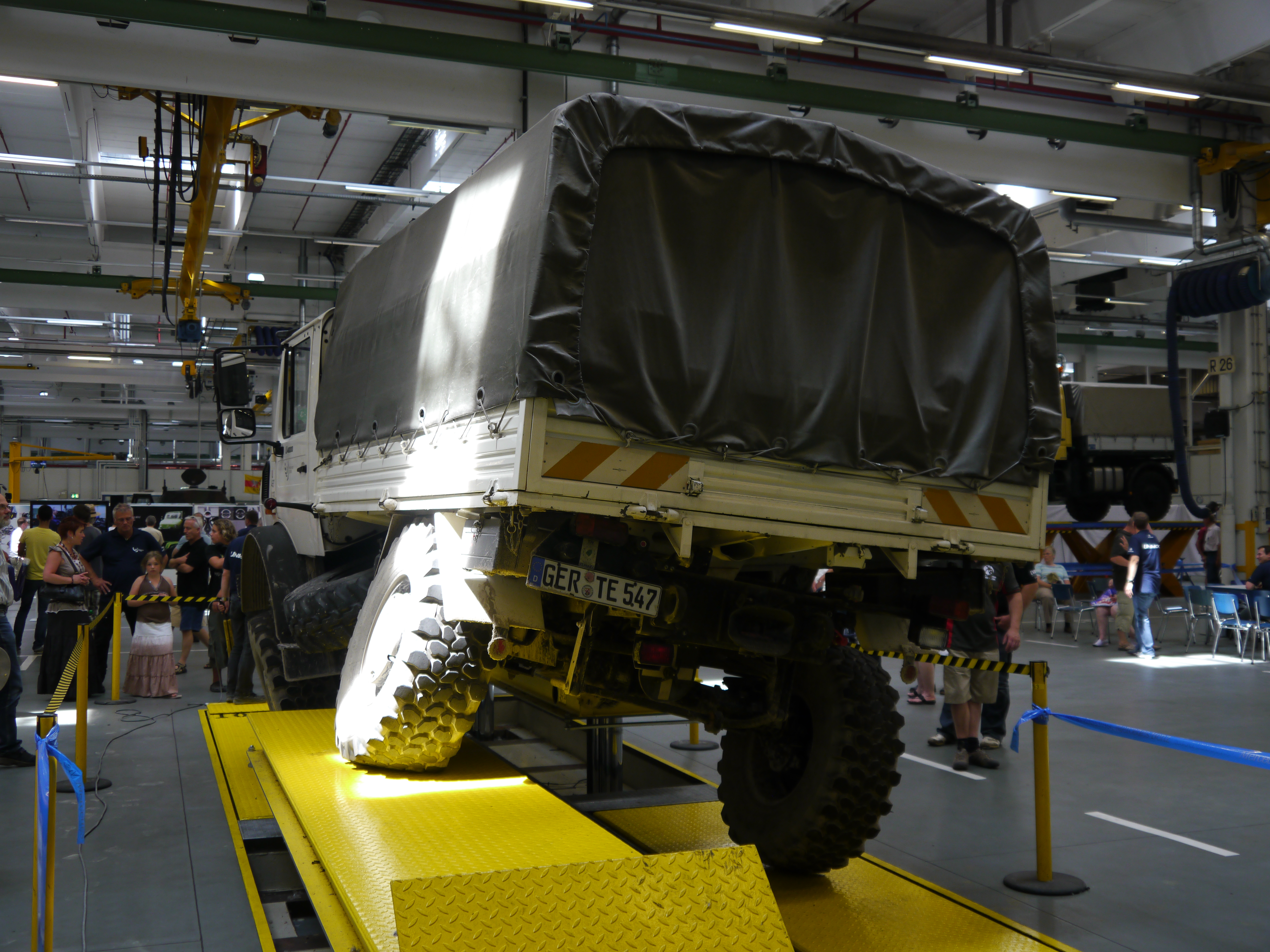
Unimog 437.4, starke Verschränkung der Achsen und Verwindung des Leiterrahmens.

## Ramp Travel Index

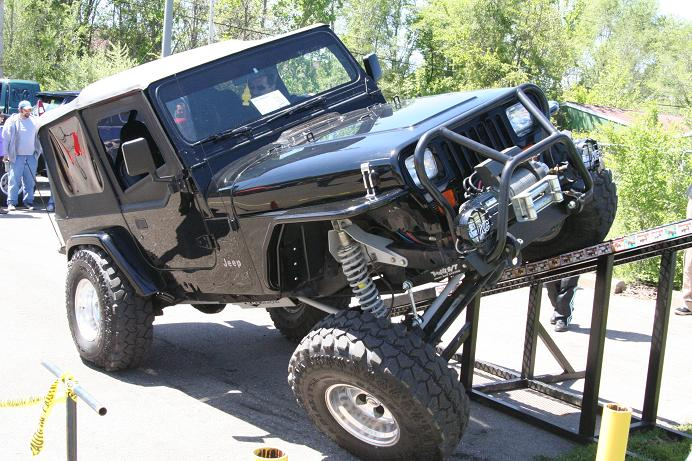
Ermittlung des Ramp Travel Index bei einem Jeep

Der englische Begriff einer vergleichbaren Messmethode lautet Ramp Travel Index (RTI). Dieser wird an einer Rampe gemessen, deren Steigung zwischen 15 und 30 Grad liegt. Die Rampe wird langsam einseitig solange hinauf gefahren, bis ein Reifen die Bodenhaftung verliert. Entscheidend für einen hohen RTI-Wert sind eine Radaufhängung mit langen Federwegen und eine weiche Federung.